# Adetus lherminieri
Adetus lherminieri es una especie de escarabajo del género Adetus, familia Cerambycidae. Fue descrita científicamente por Fleutiaux & Sallé en 1889.
Habita en Granada, Guadalupe, Martinica, Montserrat, Santa Lucía, San Vicente y las Granadinas. Los machos y las hembras miden aproximadamente 3,5-11 mm. El período de vuelo de esta especie ocurre en los meses de marzo, abril, julio, agosto, septiembre, octubre y diciembre.